# Richard Clayderman
Richard Clayderman, vlastním jménem Philippe Pagès (* 28. prosince 1953, Paříž), je francouzský pianista.
Richard Clayderman vydal nespočet alb včetně skladby od Paula De Senneville a Oliviera Toussainta a lehce poslouchatelná uspořádání klasické muziky atd. Richardův otec vyučoval hru na klavír a malý Richard tak hrál už od dětství. Ve 12 letech byl přijat na pařížskou konzervatoř a vyhrál zde mnoho cen. V té době onemocněl otec a rodina měla vážné finanční problémy, takže se musel vzdát kariéry pianisty a pracovat jako úředník v bance. Po dvou letech se rozhodl vrátit se jako pianista. Doprovázel známé francouzské popové zpěváky jako byli Johnny Hallyday, Thierry Leluron a Michel Sardou. Nahrál více než 1200 melodií a vymyslel nový romantický styl hudby, který obsahuje jak jeho originální skladby tak i klasickou hudbu a prvky z popové hudby.
Ve vrcholném období absolvoval 200 koncertů během 250 dní.
Prodalo se asi 90 milionů jeho skladeb, obdržel 267 zlatých a 70 platinových desek. Je velmi populární v Asii a je zapsán v Guinnessově knize světových rekordů jako "nejúspěšnější pianista" na světě.
Proslavil se po celém světě skladbou Ballade pour Adeline, kterou zkomponoval skladatel Paul de Senneville v roce 1976 pro svou novorozenou dceru Adeline. Nahrávek této skladby se v jeho podání prodalo několik miliónů kusů po celém světě.